# Josep Maria de Sagarra
Josep Maria de Sagarra i de Castellarnau (Barcelona, 5 de marzo de 1894-27 de septiembre de 1961) fue un escritor español.

## Biografía
Nació en Barcelona en 1894, en el seno de una familia de la nobleza catalana siendo hijo del historiador y sigilógrafo Fernando Sagarra y de Ciscar. El bisabuelo de José María, Fernando de Sagarra y de Llinás, se casó con Josefa de l'Espagnol y de Sentmenat, que venían de la nobleza francesa.
Estudió el bachillerato con los Jesuitas y la carrera de Derecho en la Universidad de Barcelona, inicialmente con el propósito de ingresar en la carrera diplomática. Sin embargo pronto quiso ser escritor y a los dieciocho años de edad ganó un premio de poesía en los Juegos Florales. Se dedicó de lleno al periodismo, en cuya labor fue corresponsal en Alemania y crítico teatral.
Sin embargo su principal labor se desarrolló en el campo de la literatura, especialmente al teatro y a la poesía, que cultivó siempre en lengua catalana. Colaboró con asiduidad en la prensa, sobre todo en La Publicidad y El Mirador. Conviene remarcar también su vertiente de traductor: la Divina comedia de Dante, y el teatro de Shakespeare, Molière y Gogol. Parte de su poesía se inspiraba en el cancionero popular y en antiguas leyendas muy conocidas, lo que le convirtió en un poeta muy popular que, en muchos aspectos, ocupó el lugar que habían dejado vacío Frederic Soler, Verdaguer, Guimerà o Maragall. 
En 1955 obtuvo el Premio Nacional de Teatro por La Herida Luminosa, cuya versión en castellano fue realizada por José María Pemán. En sus últimos años de vida era miembro del Instituto de Estudios Catalanes, la Academia de las Buenas Letras, Consejo General de Autores de España y la Junta de la Gran Cruz de Alfonso X el Sabio. Tras una larga enfermedad, falleció en Barcelona el 27 septiembre, en 1961.
Una buena parte de sus obras han sido traducidas a varias lenguas y algunas han sido llevadas al cine (El cafè de la Marina y La herida luminosa). Lluís Llach, Guillermina Motta y Ovidi Montllor, entre otros, han musicado poemas suyos.

## Obras principales

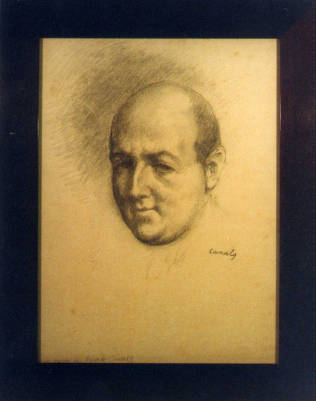
Retrato de Josep Maria de Sagarra, de Ricard Canals i Llambí. Colección de arte del MAE

| - Primer llibre de poemes (1914) - El Mal Caçador (1916) - Cançons d'abril i de novembre, 1918 - Cançons de taverna i d'oblit, 1922 - Cançons de rem i de vela, 1923 - Cançons de totes les hores, 1925 - El comte Arnau, 1928, extenso poema en decasílabos - La rosa de cristall, 1933 - Àncores i estrelles, 1936 - Entre l’equador i els tròpics, 1938 - El poema de Montserrat, 1950 - Divina Comèdia, traducción de Dante, 1950 - Paulina Buxareu, 1919 - All i salobre, 1929 - Vida privada, 1932 Ganadora del Premio Joan Crexells - Cafè, copa i puro, 1929 - L'aperitiu, 1937 o 1946 - Cola de gallo, 1959, en castellano - Memòries, 1954 - "L'ànima de les coses" (2001) - "El perfum dels dies" (2004) | - Rondalla d'esparvers (1918) - L'estudiant i la pubilla (1921) - El jardinet de l'amor (1922) - Dijous Sant (1923) - El foc de les ginesteres (1923) - Fidelitat (1925) - La Llúcia i la Ramoneta, 1928, comedia - Les llàgrimes de l'Angelina, 1928, comedia - La Rambla de les floristes, 1935 - Judit, 1929 - Marçal Prior, 1926 - La filla del Carmesí, 1929 - La corona d'espines, 2000 - L'Hostal de la Glòria, 1931 - El cafè de la Marina, 1933 - La Plaça de Sant Joan, 1934 - Reina, 1935 - El prestigi dels morts, 1946 - La fortuna de Sílvia, 1947 - Galatea, 1948 - L'hereu i la forastera, 1949 - Les vinyes del Priorat, 1950 - L'alcova vermella, 1952 - La herida luminosa, 1954 - La paraula de foc, 1955 - El senyor Perramon, traducido de Molière, 1960 - El fiscal Requesens, traducido de Gogol, 1961 - Els ocells amics, 1922 - "Montserrat" (1960), guía turística - Verdaguer, poeta de Catalunya, en edición póstuma de 1968, crítica literaria |